# Scholengemeenschap voor Katholiek Secundair Onderwijs Dilbeek-Ternat
De Scholengemeenschap voor Katholiek Secundair Onderwijs Dilbeek-Ternat is een katholieke scholengemeenschap bestaande uit de volgende secundaire scholen:
- Don Bosco  Groot-Bijgaarden in Groot-Bijgaarden (ASO, BSO & TSO)
- Regina-Caelilyceum in Dilbeek (ASO, Zusters van Liefde van Gent)
- Sint-Jozefsinstituut in Ternat (ASO)
- K.S.O.T. Sint-Angela in Ternat